# غنت-وفلجم 2016
غنت-وفلجم 2016 هو سباق دراجات هوائية أقيم بتاريخ 27 مارس 2016، تكون السباق من مرحلة واحدة وامتدّ لمسافة 243 كم بسرعة 41.0 كم/س، استغرق السباق 5 ساعة 55 دقيقة 16 ثانية. فاز به السلوفاكي بيتر ساجان.

## الترتيب
| م                     | الدرّاج     | البلد    | الزمن                    |
| --------------------- | ---------- | -------- | ------------------------ |
| الفائز بالترتيب العام | بيتر ساجان | سلوفاكيا | 5 ساعة 55 دقيقة 16 ثانية |

## روابط خارجية
- غنت-وفلجم 2016 على موقع إحصائيات الدراجات الإحترافية (الإنجليزية)